# Rs1805054
در علم ژنتیک، Rs1805054 که بدان C267T هم می‌گویند، نوع خاصی از دگرگونی ژنتیکی از نوع چندریختی تک-نوکلئوتید (SNP) در ژن کدکنندهٔ گیرنده ۶ سروتونین است و یکی از معدود چندریختی‌های ژنی این گیرنده است که مورد مطالعه و پژوهش گسترده بوده‌است. نامِ C267T در واقع یک جایگزینی مترادف است.
تا سال ۲۰۰۸ میلادی، فراتحلیل چندریختی و بیماری آلزایمر نتوانسته ارتباط میان این دو را ثابت کند؛ گرچه پژوهش‌های منفرد و از جمله یک پژوهش چینی ارتباطی میان چندریختی ژنی و آلزایمر دیرهنگام را نشان داده بود. یک پژوهش دیگر هم رابطهٔ احتمالی میان «پاسخ به درمان در اختلال افسردگی عمده» و این چندریختی ژنی خاص را نشان داده بود.
چندریختی C267T همچنین در ارتباط با ویژگی‌های شخصیتی مورد توجه بوده‌است و یک مطالعهٔ کره‌ای شواهدی دالِ بر ارتباط آن با پدیدهٔ «خودبزرگ‌بینی» بدست آورده بود. با این حال، یک مطالعهٔ ژاپنی هرگونه ارتباط این چندریختی خاص را با ویژگی‌های شخصیتی رد کرد.